# Ni Guang-Jiong
Ni Guang-Jiong (倪光炯 en chinois mandarin), né le 29 décembre 1934 à Ningbo, dans la province du Zhejiang, est un physicien chinois.

## Biographie
Ni Guang-Jiong a commencé ses études en sciences physiques en 1950 et a obtenu son doctorat en 1955. Il enseigne depuis 1958.
Il épouse Su-qing, professeur de physique elle aussi, en 1960 et c'est en 1978 qu'il publie ses premiers ouvrages.
Il est titulaire d'une chaire de physique à l'université Fudan, à Shanghai. Il y enseigne depuis plus de 45 ans et est devenu le directeur de l’institut moderne de physique et le chef de service de la division de physique théorique durant de nombreuses années. Ses recherches concernent la physique quantique, la théorie quantique des champs et la physique des particules. Il y est toujours crédité pour ses recherches toujours en mai 2011. Il exerce également au service de physique, de l'université d'État de Portland, à Portland, aux États-Unis.
Il est l’auteur de 170 articles publié dans des revues scientifiques reconnues. Ni Guang-Jiong est un écrivain scientifique très reconnu en Chine,,,, ainsi que par la fondation Louis de Broglie en Europe. Plusieurs de ses ouvrages (Modern Physics, Methods of Mathematical Physics, Levinson Theorem, Anomaly and Phase Transition of Vacuum, Physics Changing the World, et Advanced Quantum Mechanics, entre autres, ont reçu un excellent accueil de la part des lecteurs. Il a reçu plusieurs prix concernant ses recherches.

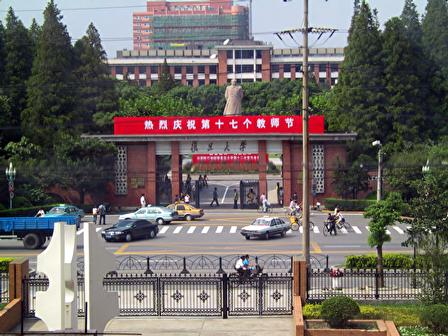
Université Fudan à Shanghai, où exerce Ni Guang-Jiong depuis plus de quatre décennies.

## Travaux internationaux concernant une vitesse supraluminique du neutrino

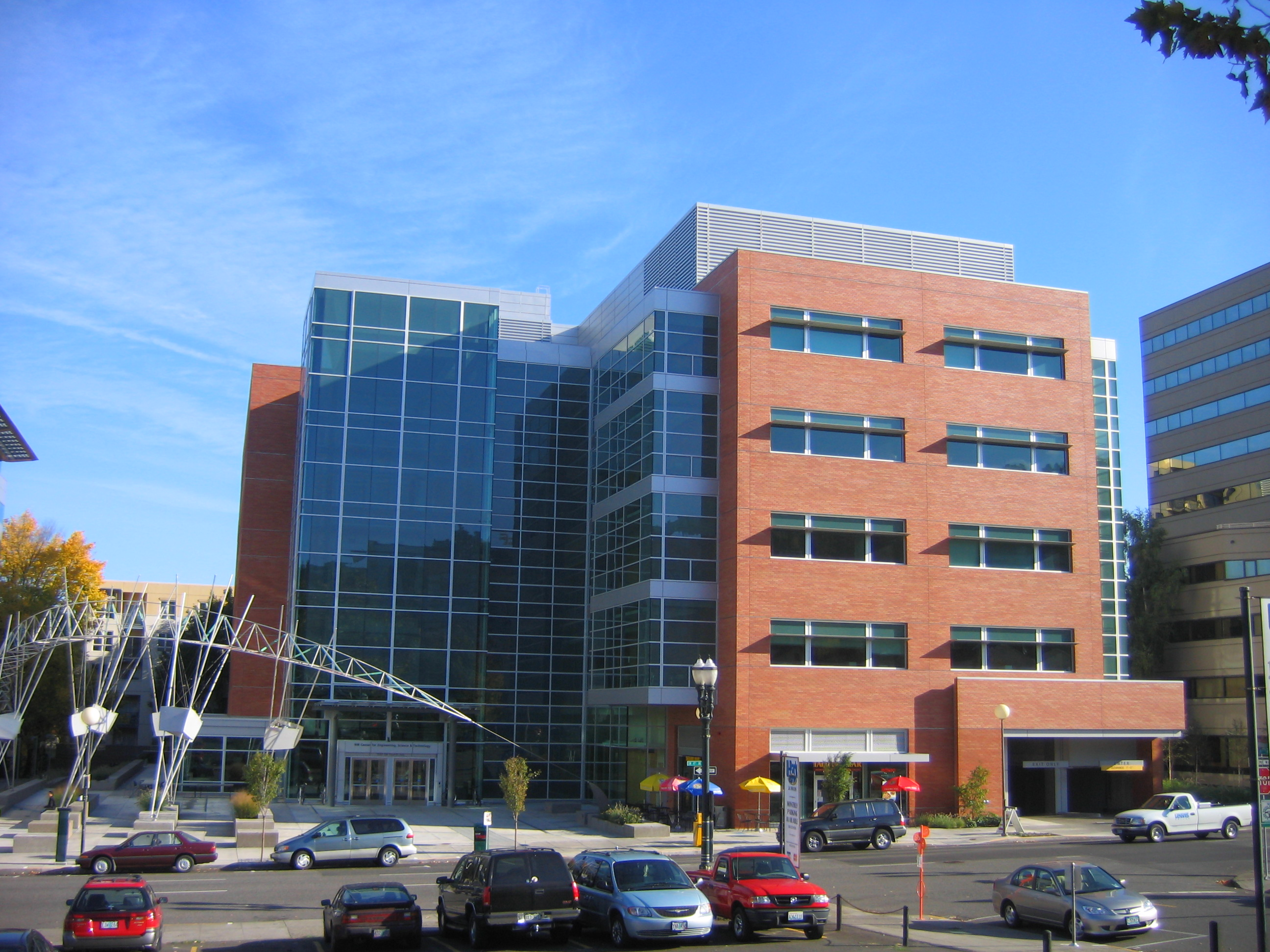
Université d'État de Portland, aux États-Unis, où Ni Guang-Jiong a également une chaire.

Le professeur Ni Guang-Jiong a fait plus de quatre décennies de recherches sur les vitesses supraluminiques et s'illustre comme l'un des plus grands spécialistes chinois de la relativité, notamment en confrontant les points de vue d'Einstein, Pauli et Yukawa à ce sujet.

Une dizaine d'années avant l’expérience OPERA, les premiers calculs d'une vitesse supraluminique du neutrino avaient été réalisés en Chine par plusieurs chercheurs,, parmi lesquels essentiellement Ni Guang-Jiong qui est le premier à prétendre prouver le dépassement de la vitesse de la lumière par cette particule, ayant fondé une grande partie de sa carrière sur cette étude,,. Il apparaît que d'autres chercheurs américains, parmi lesquels J.N. Pecina-Cruz avaient envisagé ce cas, mais sur le plan purement théorique, tandis que Ni Guang-Jiong entend à l'époque apporter la preuve de dépassement de la vitesse de la lumière par des neutrinos.
Ses travaux ont été publiés à de nombreuses occasions impliquant des équipes internationales de scientifiques,, et dans plusieurs ouvrages collectifs. Ils sont également connus, reconnus et publiés depuis 2004 par le CERN, qui publie et met en ligne une partie intéressante de ses travaux.

## Autres distinctions
Le Professeur Ni Guang-Jiong est cité par plusieurs physiciens dans leurs publications scientifiques et dans des ouvrages en tant que référence,,, ; mais ce n'est pas tout car Ni Guang-Jiong est également cité aujourd'hui comme référence par des auteurs de philosophie ou encore par des sociétés multinationales spécialisées dans la microélectronique. Ses travaux sont également reconnus par la faculté de physique de l'université de Portland et par le CERN, comme explicité plus haut.